# Église San Giacomo

L'église San Giacomo Maggiore o di Galizia (église Saint-Jacques-de-Compostelle) fut une église catholique de Venise, en Italie.

## Localisation
L'église San Giacomo fut située sur l'île de Murano, sur l'îlot le plus oriental, bordé par le Fondamenta Andrea Navagero.

## Historique
Le couvent des frères augustins existait déjà au début du XIVe siècle. Il fut abandonné par les moines et en 1330, il fut donné à une religieuse de Sainte-Marie des Anges, qui y introduisit des augustiniennes, qui reconstruisirent le monastère et restaurèrent l'église un siècle plus tard. 
L'église eut une simple nef, orientée, cinq autels, une seule porte, des peintures de prière, un pavement en terre cuite. 
En 1768, les quelques religieuses restantes furent incorporées dans le monastère de Saint Maria degli Angeli, aussi à Murano. Au début du siècle suivant, l'église et le couvent furent démolis.